# 옙 S5
옙 S5(Yepp S5, YP-S5)은 삼성전자에서 2008년 1월 21일에 출시한 포터블 미디어 플레이어이다.